# جاستن سنو
جاستن سنو (بالإنجليزية: Justin Snow)‏ هو لاعب كرة قدم أمريكية أمريكي، ولد في 21 ديسمبر 1976 في فورت وورث في الولايات المتحدة.

## وصلات خارجية
- جاستن سنو على موقع مرجع كرة القدم المحترفة.كوم (الإنجليزية)